# Toffelhjältarna
Toffelhjältarna var SVT:s jullovsmorgon under perioden 24 december 1984–1 januari 1985.
I serien medverkande bland andra Per Dunsö, Ola Ström, Carina Carlsson och Martyna Lisowska. En uppföljare, Toffelhjältarna går igen, sändes 1986–1987.
Programmet utspelar sig på Hotell Gyldene Toffeln i ett slott som tillhör greve Toffelsparre. På hotellet får vi möta bland andra betjänten Max, som Ola och Per tror är ett spöke, städerskan Amalia, som placerar ut spindelnät på rummen, samt Oliver som står i receptionen. På vinden bor en spökfamilj som blivit dömda att tillverka tofflor i all evighet. Den lilla spökflickan Cecilia drömmer om att få leva som en riktig flicka, och är vän till Oliver, som är den enda som kan se henne.
Till hotellet kommer flera olika gäster som tvillingbröderna Hanson, som talar exakt samtidigt och dessutom om sig själva som en person, de österrikiska turisterna Helmut och Fritz, som har problem med att hitta rätt i sin parlör, samt Gösta och Hjördis, ett äldre par som har en viss förkärlek för att spana in det motsatta könet, till den andres förtret. Gösta och Hjördis förekom även i Solstollarna.
Bägge årgångarna av Toffelhjältarna avslutades med sången "En väv av legender", sjungen av Martyna Lisowska, en sång som blev populär.

## Skivor
1984 gavs soundtracket till Toffelhjältarna ut på CD, LP och kassett. Året efter kom soundtracket till Toffelhjältarna Går Igen... på LP och kassett.

## Avsnitt
| Säsong | Avsnitt | Datum            | Titel                                        | Medverkande | Medverkande             |
| ------ | ------- | ---------------- | -------------------------------------------- | --- | ----------------------- |
| 1      | 1       | 24 december 1984 | Hotell Den Gyldene Toffeln slår upp portarna | Per Dunsö (Per / Amalia / Hjördis / Cecilias mamma, m.fl.) Ola Ström (Ola / Greven / Gösta / Cecilias pappa, m.fl.) Carina Carlsson (Linda, servitrisen) Bo Mårtensson (Max, betjänten) Martyna Lisowska (Cecilia, spökflickan) André Gjörling (Oliver, receptionisten) Anders Ortfelt (Brevbäraren) Håkan Nyberg (Dansken) | Kersti Bergman          |
| 1      | 2       | 25 december 1984 | Legenden om toffelhjältarna                  | Per Dunsö (Per / Amalia / Hjördis / Cecilias mamma, m.fl.) Ola Ström (Ola / Greven / Gösta / Cecilias pappa, m.fl.) Carina Carlsson (Linda, servitrisen) Bo Mårtensson (Max, betjänten) Martyna Lisowska (Cecilia, spökflickan) André Gjörling (Oliver, receptionisten) Anders Ortfelt (Brevbäraren) Håkan Nyberg (Dansken) | Kersti Bergman          |
| 1      | 3       | 26 december 1984 | Oliver träffar spökflickan                   | Per Dunsö (Per / Amalia / Hjördis / Cecilias mamma, m.fl.) Ola Ström (Ola / Greven / Gösta / Cecilias pappa, m.fl.) Carina Carlsson (Linda, servitrisen) Bo Mårtensson (Max, betjänten) Martyna Lisowska (Cecilia, spökflickan) André Gjörling (Oliver, receptionisten) Anders Ortfelt (Brevbäraren) Håkan Nyberg (Dansken) | Kersti Bergman          |
| 1      | 4       | 27 december 1984 | Ola och Per smyger om natten                 | Per Dunsö (Per / Amalia / Hjördis / Cecilias mamma, m.fl.) Ola Ström (Ola / Greven / Gösta / Cecilias pappa, m.fl.) Carina Carlsson (Linda, servitrisen) Bo Mårtensson (Max, betjänten) Martyna Lisowska (Cecilia, spökflickan) André Gjörling (Oliver, receptionisten) Anders Ortfelt (Brevbäraren) Håkan Nyberg (Dansken) | Kersti Bergman          |
| 1      | 5       | 28 december 1984 | Amalia får en chock                          | Per Dunsö (Per / Amalia / Hjördis / Cecilias mamma, m.fl.) Ola Ström (Ola / Greven / Gösta / Cecilias pappa, m.fl.) Carina Carlsson (Linda, servitrisen) Bo Mårtensson (Max, betjänten) Martyna Lisowska (Cecilia, spökflickan) André Gjörling (Oliver, receptionisten) Anders Ortfelt (Brevbäraren) Håkan Nyberg (Dansken) | Kersti Bergman          |
| 1      | 6       | 29 december 1984 | Oväntat besök                                | Per Dunsö (Per / Amalia / Hjördis / Cecilias mamma, m.fl.) Ola Ström (Ola / Greven / Gösta / Cecilias pappa, m.fl.) Carina Carlsson (Linda, servitrisen) Bo Mårtensson (Max, betjänten) Martyna Lisowska (Cecilia, spökflickan) André Gjörling (Oliver, receptionisten) Anders Ortfelt (Brevbäraren) Håkan Nyberg (Dansken) | Kersti Bergman          |
| 1      | 7       | 30 december 1984 | Flygande bananer                             | Per Dunsö (Per / Amalia / Hjördis / Cecilias mamma, m.fl.) Ola Ström (Ola / Greven / Gösta / Cecilias pappa, m.fl.) Carina Carlsson (Linda, servitrisen) Bo Mårtensson (Max, betjänten) Martyna Lisowska (Cecilia, spökflickan) André Gjörling (Oliver, receptionisten) Anders Ortfelt (Brevbäraren) Håkan Nyberg (Dansken) | Kersti Bergman          |
| 1      | 8       | 31 december 1984 | Den stora maskeradbalen                      | Per Dunsö (Per / Amalia / Hjördis / Cecilias mamma, m.fl.) Ola Ström (Ola / Greven / Gösta / Cecilias pappa, m.fl.) Carina Carlsson (Linda, servitrisen) Bo Mårtensson (Max, betjänten) Martyna Lisowska (Cecilia, spökflickan) André Gjörling (Oliver, receptionisten) Anders Ortfelt (Brevbäraren) Håkan Nyberg (Dansken) | Kersti Bergman          |
| 1      | 9       | 1 januari 1985   | Avsked i tårar                               | Per Dunsö (Per / Amalia / Hjördis / Cecilias mamma, m.fl.) Ola Ström (Ola / Greven / Gösta / Cecilias pappa, m.fl.) Carina Carlsson (Linda, servitrisen) Bo Mårtensson (Max, betjänten) Martyna Lisowska (Cecilia, spökflickan) André Gjörling (Oliver, receptionisten) Anders Ortfelt (Brevbäraren) Håkan Nyberg (Dansken) | Kersti Bergman          |
|        |         |                  |                                              | Per Dunsö (Per / Amalia / Hjördis / Cecilias mamma, m.fl.) Ola Ström (Ola / Greven / Gösta / Cecilias pappa, m.fl.) Carina Carlsson (Linda, servitrisen) Bo Mårtensson (Max, betjänten) Martyna Lisowska (Cecilia, spökflickan) André Gjörling (Oliver, receptionisten) Anders Ortfelt (Brevbäraren) Håkan Nyberg (Dansken) |                         |
| 2      | 1       | 24 december 1986 | Grevens hemlighet                            | Per Dunsö (Per / Amalia / Hjördis / Cecilias mamma, m.fl.) Ola Ström (Ola / Greven / Gösta / Cecilias pappa, m.fl.) Carina Carlsson (Linda, servitrisen) Bo Mårtensson (Max, betjänten) Martyna Lisowska (Cecilia, spökflickan) André Gjörling (Oliver, receptionisten) Anders Ortfelt (Brevbäraren) Håkan Nyberg (Dansken) | Thomas Nyberg Anna Book |
| 2      | 2       | 25 december 1986 | Varning för köttbullar                       | Per Dunsö (Per / Amalia / Hjördis / Cecilias mamma, m.fl.) Ola Ström (Ola / Greven / Gösta / Cecilias pappa, m.fl.) Carina Carlsson (Linda, servitrisen) Bo Mårtensson (Max, betjänten) Martyna Lisowska (Cecilia, spökflickan) André Gjörling (Oliver, receptionisten) Anders Ortfelt (Brevbäraren) Håkan Nyberg (Dansken) | Thomas Nyberg Anna Book |
| 2      | 3       | 26 december 1986 | Max måste flytta                             | Per Dunsö (Per / Amalia / Hjördis / Cecilias mamma, m.fl.) Ola Ström (Ola / Greven / Gösta / Cecilias pappa, m.fl.) Carina Carlsson (Linda, servitrisen) Bo Mårtensson (Max, betjänten) Martyna Lisowska (Cecilia, spökflickan) André Gjörling (Oliver, receptionisten) Anders Ortfelt (Brevbäraren) Håkan Nyberg (Dansken) | Thomas Nyberg Anna Book |
| 2      | 4       | 27 december 1986 | Gösta lurar Hjördis                          | Per Dunsö (Per / Amalia / Hjördis / Cecilias mamma, m.fl.) Ola Ström (Ola / Greven / Gösta / Cecilias pappa, m.fl.) Carina Carlsson (Linda, servitrisen) Bo Mårtensson (Max, betjänten) Martyna Lisowska (Cecilia, spökflickan) André Gjörling (Oliver, receptionisten) Anders Ortfelt (Brevbäraren) Håkan Nyberg (Dansken) | Thomas Nyberg Anna Book |
| 2      | 5       | 28 december 1986 | Alla talar sanning?                          | Per Dunsö (Per / Amalia / Hjördis / Cecilias mamma, m.fl.) Ola Ström (Ola / Greven / Gösta / Cecilias pappa, m.fl.) Carina Carlsson (Linda, servitrisen) Bo Mårtensson (Max, betjänten) Martyna Lisowska (Cecilia, spökflickan) André Gjörling (Oliver, receptionisten) Anders Ortfelt (Brevbäraren) Håkan Nyberg (Dansken) | Thomas Nyberg Anna Book |
| 2      | 6       | 29 december 1986 | Ola och Per klär ut sig                      | Per Dunsö (Per / Amalia / Hjördis / Cecilias mamma, m.fl.) Ola Ström (Ola / Greven / Gösta / Cecilias pappa, m.fl.) Carina Carlsson (Linda, servitrisen) Bo Mårtensson (Max, betjänten) Martyna Lisowska (Cecilia, spökflickan) André Gjörling (Oliver, receptionisten) Anders Ortfelt (Brevbäraren) Håkan Nyberg (Dansken) | Thomas Nyberg Anna Book |
| 2      | 7       | 30 december 1986 | Fällan                                       | Per Dunsö (Per / Amalia / Hjördis / Cecilias mamma, m.fl.) Ola Ström (Ola / Greven / Gösta / Cecilias pappa, m.fl.) Carina Carlsson (Linda, servitrisen) Bo Mårtensson (Max, betjänten) Martyna Lisowska (Cecilia, spökflickan) André Gjörling (Oliver, receptionisten) Anders Ortfelt (Brevbäraren) Håkan Nyberg (Dansken) | Thomas Nyberg Anna Book |
| 2      | 8       | 31 december 1986 | Guldtoffeln på villovägar                    | Per Dunsö (Per / Amalia / Hjördis / Cecilias mamma, m.fl.) Ola Ström (Ola / Greven / Gösta / Cecilias pappa, m.fl.) Carina Carlsson (Linda, servitrisen) Bo Mårtensson (Max, betjänten) Martyna Lisowska (Cecilia, spökflickan) André Gjörling (Oliver, receptionisten) Anders Ortfelt (Brevbäraren) Håkan Nyberg (Dansken) | Thomas Nyberg Anna Book |
| 2      | 9       | 1 januari 1987   | Kistan öppnas                                | Per Dunsö (Per / Amalia / Hjördis / Cecilias mamma, m.fl.) Ola Ström (Ola / Greven / Gösta / Cecilias pappa, m.fl.) Carina Carlsson (Linda, servitrisen) Bo Mårtensson (Max, betjänten) Martyna Lisowska (Cecilia, spökflickan) André Gjörling (Oliver, receptionisten) Anders Ortfelt (Brevbäraren) Håkan Nyberg (Dansken) | Thomas Nyberg Anna Book |